# Cydnidae
Los cídnidos (Cydnidae) son una familia de hemípteros heterópteros. Incluye 88 géneros y unas 680 especies de distribución mundial, la mayoría propias de las zonas cálidas del Viejo Mundo.

## Características
La mayoría de los cídnidos son ovalados, bien esclerotizados, oscuros y de apariencia homogénea. La cabeza es a menudo casi cuadrada o semicircular. La cabeza y el pronoto poseen con frecuencia espinas. Las antenas están formadas por cinco artejos. Las coxas poseen mechones de setas. Las tibias están armadas con numerosas y fuertes espinas; los tarsos, de tres artejos, están a menudo muy reducidos.

## Historia natural
La mayoría de las especies están bien adaptadas a excavar en el suelo, donde viven. Casi todas las especies son herbívoras, incluyendo radicívoras (comedoras de raíces), y algunas son dañinas para la agricultura.
Los adultos de muchas especies muestran diferentes grados de cuidados maternales de los huevos y de las ninfas.
Muchas especies son oscuras o negras en estado adulto, mientras que sus ninfas son rojas o amarillas. Bastantes especies, a diferencia de otras familias cercanas, como los pentatómidos, son preferentemente terrícolas, y se refugian y crían bajo piedras.

## Taxonomía
Los cídnidos incluyen las siguientes subfamilias:
- Subfamilia Amaurocorinae
- Subfamilia Amnestinae
- Subfamilia Cephalocteinae
- Subfamilia Corimelaeninae
- Subfamilia Cydninae
- Subfamilia Garsauriinae
- Subfamilia Sehirinae

## Galería

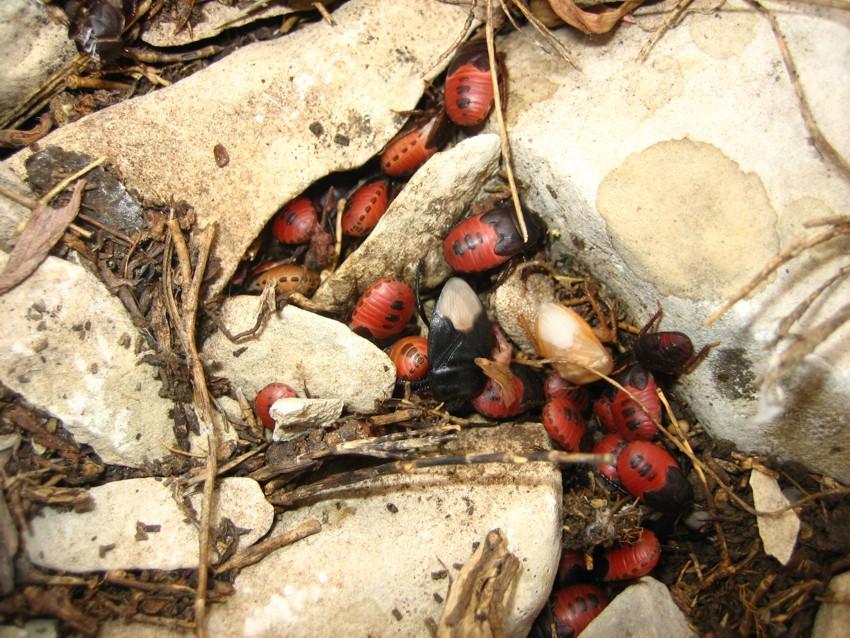
Nido de Cydnus aterrimus bajo una piedra (los individuos rojos son ninfas, el negro un adulto y el color crema un adulto acabado de emerger)
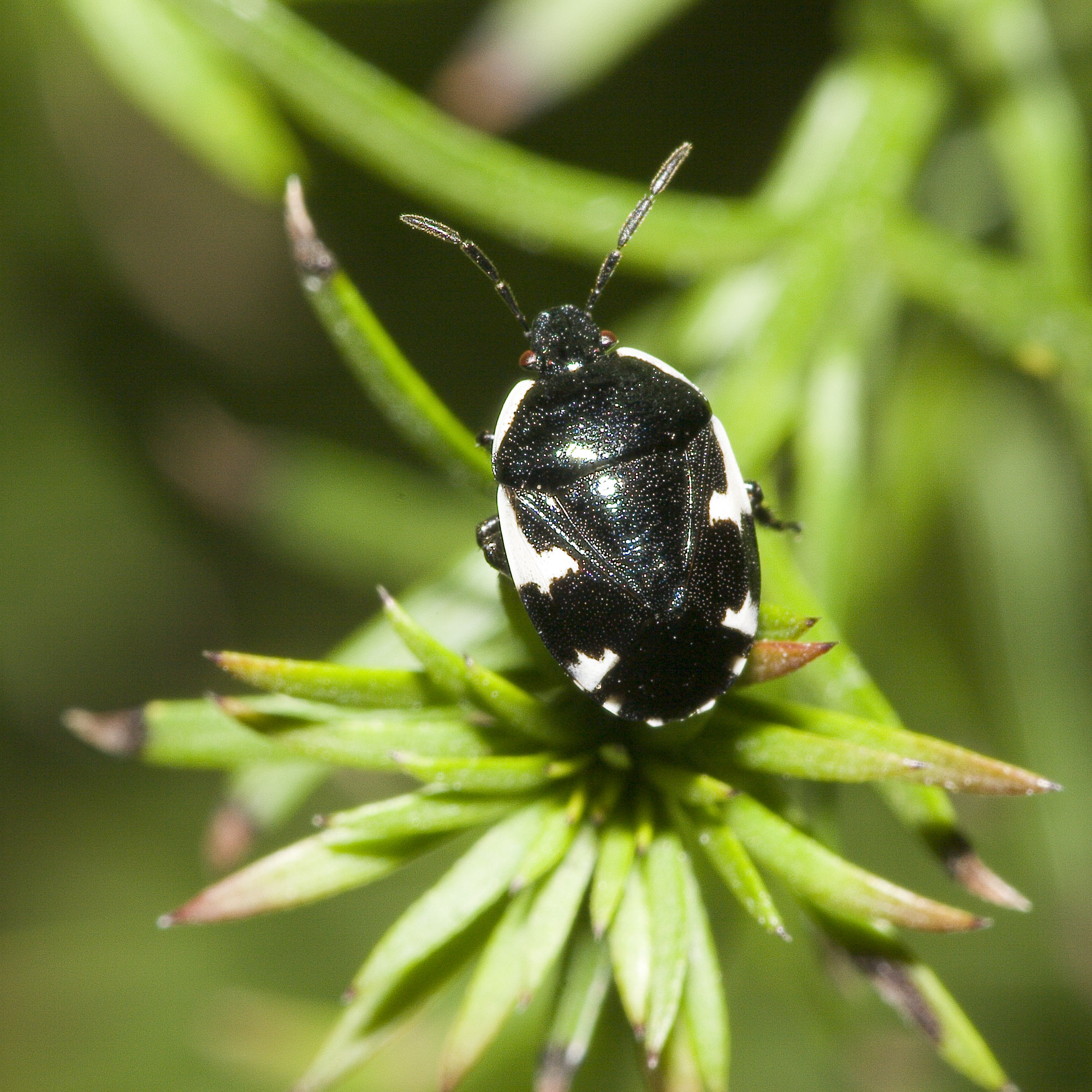
Tritomegas sexmaculatus (adulto), un cídnido que vive sobre la vegetación
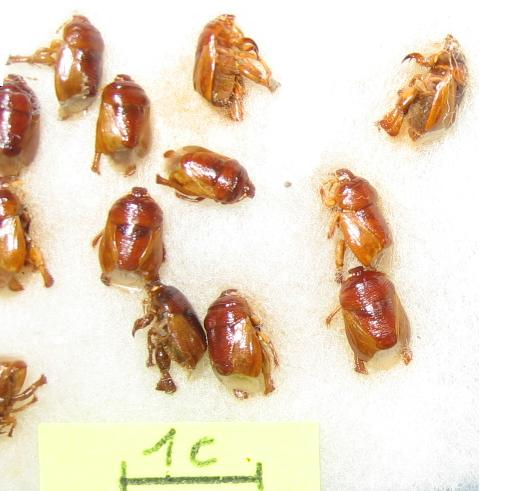
Scaptocoris minor (adulto), un cídnido que vive en las raíces de la palma aceitera (Elaeis oleifera)